# ملعب سحيم بن حمد
استاد سحيم بن حمد أو استاد نادي قطر أو استاد قطر هو استاد رياضي يقع في منطقة الدفنة في العاصمة القطرية الدوحة. ويحتوي على ملعب رئيسي وملحقاتة ومضمار لألعاب القوى بالإضافة إلى ثلاثة ملاعب تدريب أخرى، احدها يتضمن مضمارا وغرف للتبديل وصالة رياضية.ويوجد بالملعب شاشة إلكترونية ذات مواصفات عالمية.واستقبل استاد قطر في مايو 2004 بطولة الجائزة الكبرى لألعاب القوى وكما شهد استاد قطر افتتاح دورة العاب غرب آسيا وبطولة السوبر العالمية وتتسع مدرجات الاستاد الرئيسي لـ 15 الف متفرج.